# Беркарат
Беркарат (вірм. Բերքառատ) — село в марзі Арагацотн, на північному заході Вірменії. За 26 км на південний схід розташоване місто Апаран, а за 26 км на північний захід розташоване місто Артік. Зі сходу розташоване село Вардаблур, а з півдня розташовані села Садунц, Гехадзор, Хнаберд і Гехадір. Від північного сходу до півночі в відстані 7-10 км тягнуться три села сусіднього марза Лорі. Із заходу розташована вершина Мец Шараілер (2474 м), а зі сходу розташована вершина Вардаблур (2376 м).
| Рік  | Чисельність | Чисельність |
| ---- | ----------- | ----------- |
| 1897 | 501         | [ 1 ]       |
| 1926 | 873         | [ 1 ]       |

| Рік  | Чисельність | Чисельність |
| ---- | ----------- | ----------- |
| 1939 | 1131        | [ 1 ]       |
| 1979 | 824         | [ 1 ]       |

| Рік  | Чисельність | Чисельність |
| ---- | ----------- | ----------- |
| 1989 | 1101        | [ 2 ]       |
| 2001 | 925         | [ 1 ]       |

| Рік  | Чисельність | Чисельність |
| ---- | ----------- | ----------- |
| 2011 | 795         | [ 3 ]       |

| Рік  | Чисельність | Чисельність |
| ---- | ----------- | ----------- |
| 1897 | 501         | [ 1 ]       |
| 1926 | 873         | [ 1 ]       |

| Рік  | Чисельність | Чисельність |
| ---- | ----------- | ----------- |
| 1939 | 1131        | [ 1 ]       |
| 1979 | 824         | [ 1 ]       |

| Рік  | Чисельність | Чисельність |
| ---- | ----------- | ----------- |
| 1989 | 1101        | [ 2 ]       |
| 2001 | 925         | [ 1 ]       |

| Рік  | Чисельність | Чисельність |
| ---- | ----------- | ----------- |
| 2011 | 795         | [ 3 ]       |